# Надгробок князя Костянтина Острозького
Надгробок князя Костянтина Острозького — рідкісний зразок української пластики, яскравий вираз сарматської ідеології другої половини XVI століття, виконаний у дусі традицій і настроїв італійського ренесансу. Був знищений 1941 року.
Був композиційно-ідеологічним стрижнем інтер'єру Успенського собору Києво-Печерської лаври. Вважається символічним виявом покликання до модернізації православ'я, здійснюваним осередком, згуртованим довкола дому князів Острозьких.

## Історія
Князь Костянтин Острозький був похований відповідно до заповіту дружиною Олександрою Олелькович-Слуцькою 24 вересня 1530 року в Успенському соборі Києво-Печерської лаври. До встановлення надгробку, протягом майже п'ятдесяти років, гробниця Костянтина Острозького була накрита золототканою парчею з хрестом із перлів.
Надгробок постав на замовлення сина небіжчика князя Василя Костянтина Острозького. Припускають, що його автором міг бути майстер львівської школи Себастян Чесек (Чешек). Був встановлений в Успенському соборі 7 серпня 1579 року.
Внаслідок пожежі 1718 року монумент було суттєво ушкоджено. Цілком втрачено декоративне оздоблення. Поновлене в 1722—1729 роках артіллю «алебастрового майстра» Йосипа Білинського. Однак нове барокове оздоблення не пасувало ренесансному надгробкові.

Рака для мощей печерських угодників

В 1825 році до надгробку було прилаштовано раку з балдахіном для мощей всіх печерських угодників. Таке відношення було викликано, за сучасною оцінкою «невіглаством і святенництвом» київського православного кліру. В 1843 році професор і академік живопису Федір Солнцев безпосередньо наполягав на усуненні раки від стіни, щоб відкрився огляд надгробку. Проте цієї рекомендації не схвалив російський імператор Олександр II. Фактично до знищення у 1941 році надгробок князя Костянтина Острозького залишався недоступним посполитому оку, за винятком кількох днів 1899 року, коли у Києві відбувся XI археологічний з'їзд.
В 1830-ті роки для Історичного музею в Москві була виготовлена невдала копія надгробку, що повернулася до Києва у 1860-ті й нині зберігається в сховищах Національного Києво-Печерського історико-культурного заповідника.
26 листопада 1898 року в часі ремонту собору на хорах біля лівого бічного вівтаря в ім'я святителя Теодосія була відкрита ніша із скарбом — 4 посудини і дерев'яна діжка. Тут же ж знайшли золоту медаль з чітким портретним зображенням князя Василя Костянтина Острозького. 16 грудня 1899 року скарб вивезений до Росії.
Наприкінці 1890-х початку 1900-х років у київській періодиці розгорнулася бурхлива дискусія з приводу доцільності подальшого існування надгробку. Прихильники ідеї ліквідації заперечували мистецьку вартість надгробку, бездоказово стверджуючи, що він був створений посередніми майстрами XVIII століття.
В 1910 році скульптуру по-вандальському намагалися перенести до музею Військово-історичного товариства, чого не сталося завдяки протестам громадськості.

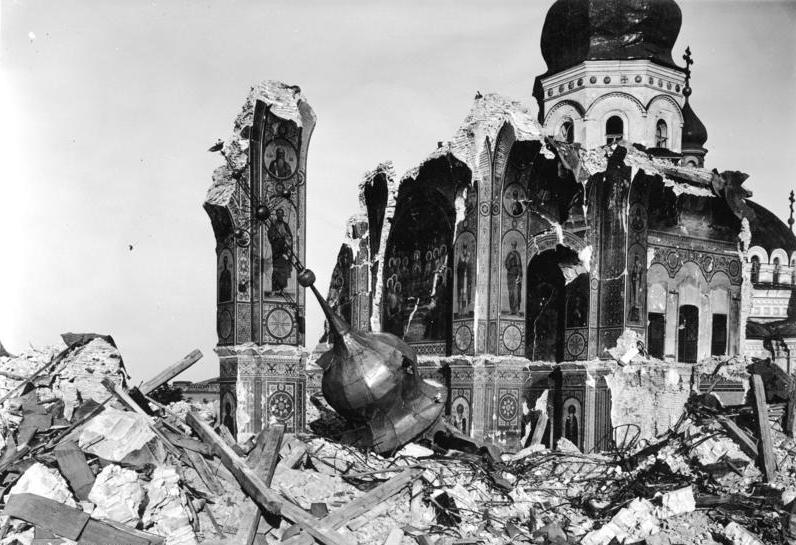
Руїни Успенського Собору після знищення. Світлина 1942 року

На початку XX століття оригіналу скульптури князя Костянтина Острозького було відбито скіпетр і палець на одній з рук..
В 1931—1932 роках відбулася реставрація надгробку. Встановлено, що пам'ятку тричі фарбували олійними фарбами — коричневою, білою і сірою. Оригінал скульптури було виготовлено з червоного мармуру. Опріч того, надгробок був розбитий на шматки і його двічі реставровано. Перша реставрація була виконана досить уважно, з відновленням втрачених частин червоною офарбованою масою. Вдруге реставрація виявилася невдалою. Фрагменти, яких бракувало, відтворені вапном із алебастром.
3 листопада 1941 року під час відвідин Києво-Печерської лаври президентом Словаччини Йозефом Тисо, по-варварському знищений разом з усім Успенським собором.
На початку 1990-х під час реставраційних робіт порушено підземний некрополь Успенського Собору, потривожено прах Костянтина Острозького.
На 2017 рік відтворенням надгробка опікувалися литовська та українська сторони, основну підтримку надавав благодійний фонд «Корона князів Острозьких». Творчий колектив проекту теж інтернаціональний: українські скульптори Олесь Сидорук та Борис Крилов, а також професор Вільнюської художньої академії Арунас Сакалаускас.

## Опис

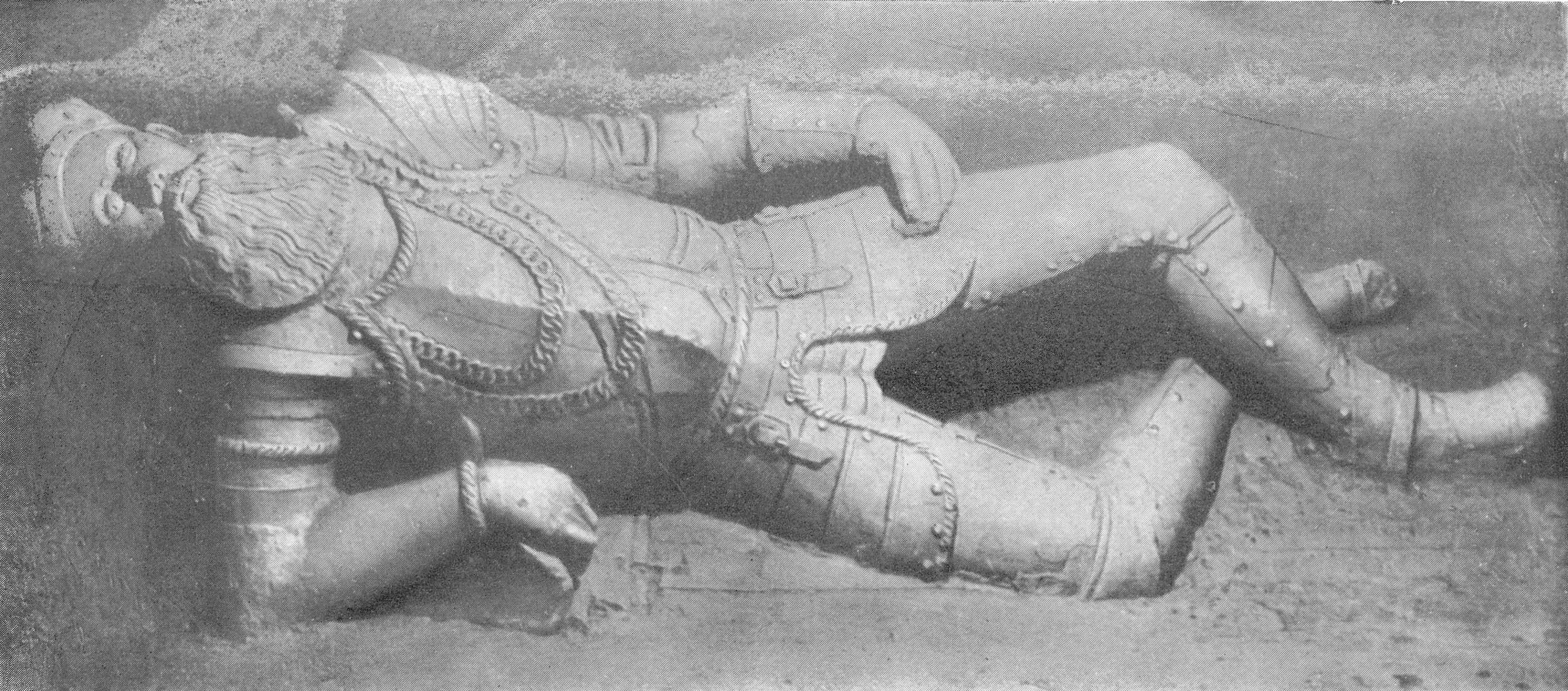
Фігура князя Костянтина Острозького. Фрагмент надгробку. Світлина поч. 20 ст.

Найраніший детальний опис надгробку князя Костянтина Острозького залишив Павло Алеппський — член посольства Антіохійського патріарха Макарія, яке 26 червня 1654 року відвідало Києво-Печерську лавру.
| «У другому відділенні нартекса, праворуч від присутніх дуже висока, велика арка, яка заходить за архієрейське місце, всередині вона вся з мармуру із письменами; відкоси з тієї і з іншої сторони вкриті блискучим мармуром з різьбленими прикрасами (барельєфами): на ньому зображені люди, коні, битви, колісниці і гармати тонкої чіткої роботи, що вражає подивом розум. На половині цієї арки присутні обриси продовгуватого столу, на якому спить людина з бородою, в залізних обладунках; вона зроблена з твердого червоного каменю, схожого на порфир, і нічим не відрізняється від повної людської фігури. Вона лежить на боці, обіпершись на лікоть, підклавши правицю під голову; одне коліно його покладене на друге; на голові визолочена корона, на грудях золочені ланцюги. Це робота що вражає подивом розум. Нам розповідали, що він був царем над руськими, увірував у Христа десь 600 років тому і вибудував цю церкву. Навпроти нього, з північної сторони, знаходиться зображення сина його з довгою білою бородою[6].» |
Крім того, у своєму описі Павло Алеппський згадує, що навпроти надгробка у церкві «з північної сторони знаходиться зображення сина його з довгою білою бородою».

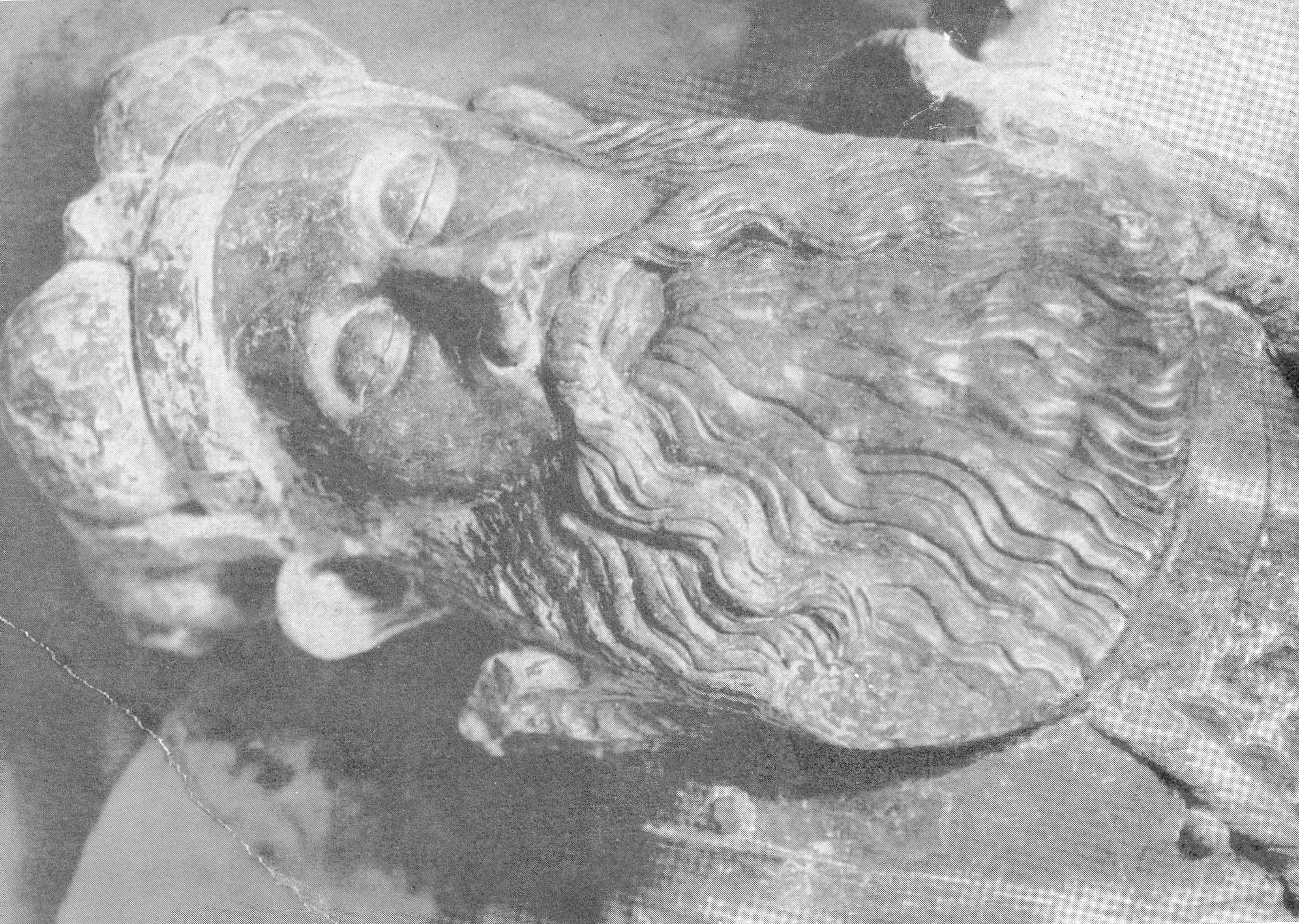
Коронована голова Костянтина Острозького. Фрагмент скульптури.

Під час реставрації у XIX столітті портрет Василя Костянтина Острозького був збитий разом із тиньком, збереглися лише світлини на котрих обличчя заретушоване.
У скульптурі князя втілено класично-ренесансний мотив, момент переходу до сну, коли його легко сплутати із пробудженням. У своєму мотиві «законсервованого руху» і скульптурній пластиці вона перегукується із сарматським портретом. Таким чином, надгробок князя Костянтина Острозького можна вважати яскравим втіленням сарматизму.
| «…портрет князя є портретом його лицарського обладунку, — зазначає Олег Сидор-Габелінда, — з усіма застібками, ремінцями, смугами і заклепками, до яких автоматично долучаються і ланцюги на грудях, корона з бородою, і лише потім - його імперсональне лице, в якому при бажанні можна прочитати будь-що: tabula rasa - якраз для найупередженіших інтерпретацій. Його пластика - це система площин, які вступили між собою в союз, аби прикинутись об'ємом, і це їм майже вдалося[9].» |

### Епітафія
Джерела містять два варіанти епітафії, що була вміщена на надгробку. Найраніший текст поданий у «Тератургині» Атанасія Кальнофойського (1638):
| «Костянтин Іванович князь Острозький воєвода Троцький, гетьман Великого Князівства Литовського, після багатьох перемог подоланий смертю, тут похований 1533 року від Р. Х., мав 70 років від народження. Перемог ним здобуто 63. Здобувши над Москвою і татарами шістдесят три перемоги, кров'ю забарвлені - Рось, Дніпро, Ольшанка, прибрав і заснував багато замків, багато монастирів, багато святих церков, які в князівстві Острозькім і в столичному місті В. К. Литовського Вільні вимурував. Другу Гетсиманію - Дім Пречистої Діви Печерської щедро обдарував і у ньому після смерті був покладений. Для немічних притулки, для дітей школи, для людей лицарських в Академії Марсовій списи з шаблями залишив. Напиши з приємністю: Сціпіонові руському Костянтину Івановичу кн. Острозькому, гетьману В. К. Литовського - то все надгробок.[10]» |
Відмінний і повніший варіант уміщено в одному з рукописних збірників Софійського собору в Києві:
| «Епітафіон. Бог наш Тройця Отець і Син і Святий Дух, в єдності поклоняємий, ним же ж живемо і рухаємося і є. Року від створення світу 7023, і від різдва Сина Божого 1526. Постав перед смертю благовірний і христолюбивий освічений і могутній князь Костянтин Іванович Острозький, славний в усій Русі, син роду князів руських, воєвода Троцький, гетьман Великого князівства Литовського цей відомий хоробрістю і подолав і переміг за допомоги всесильного Бога супостатів королівства польського. Він же з юних літ і до старості з вірою служив, і немало великих битв виграв, всі 60, а великих Три: на Білій Церкві, біля Орші, біля Дніпра, і Гольшаниці ріці. Ще й в ув'язненні 7 років довго сидів; потім від володаря вітцем був названий. Життя це скінчив в 70 років з великою жалобою і плачем людським. Тут же є поховано тіло його в лаврі преподобних отців наших Антонія і Теодосія Печерських. Гріб цей висічений є сином його благовірним князем Костянтином у св. хрещенні Василем Острозьким, воєводою київським маршалком землі Волинської, старостою Володимирським, й у пам'ять про нього встановлений року 1579, місяця серпня 7. Як постав перед смертю, до цього року 1693 - Мав років 167, а могилі років 114, по смерті років 50 і три поставлено.[11]» |

## Оцінки
Цей надгробок характеризують як одну із найвизначніших пам'яток, що прикрашали собор, наряду з надгробними пам'ятниками князю К. Іпсіланті та фельдмаршалові П. Рум'янцеву-Задунайському.